# Pelargoderus djampeanus
Pelargoderus djampeanus är en skalbaggsart som beskrevs av Stefan von Breuning 1960. Pelargoderus djampeanus ingår i släktet Pelargoderus och familjen långhorningar. Inga underarter finns listade i Catalogue of Life.